# Josef Anton Glutz
Josef Anton Glutz, auch Joseph Anton Glutz (* 9. Oktober 1844 in Hägendorf; † 23. April 1899 ebenda) war ein Schweizer Unternehmer und christlich-konservativer Politiker (heute Die Mitte Kanton Solothurn).

## Leben

### Familie
Josef Anton Glutz war der Sohn des Oberrichters Josef Glutz (1814–1908). In erster Ehe war er mit Agnes Elisabeth, die Tochter von Victor Müller verheiratet, mit der er zwei Kinder hatte. Er heiratete in zweiter Ehe Maria Theresia († 29. August 1913), die Tochter von Johann Baptist Sautier; gemeinsam hatten sie fünf Kinder.

### Werdegang
Josef Anton Glutz besuchte die Bezirksschulen in Olten sowie die Kantonsschule Solothurn. Er immatrikulierte sich zu einem Architekturstudium am Eidgenössischen Polytechnikum Zürich und setzte das Studium später an der Universität München und der Universität Berlin fort.
Nach seiner Ausbildung trat er in das Schuhfabrikationsgeschäft der Firma Strub und Glutz, in dem sein Vater Teilhaber war, und leitete als Fachmann die bauliche Abteilung der Grossindustriebetriebs. 1868 wurde er ebenfalls Teilhaber in der Schuhfabrik seines Onkels Josef Strub (1820–1875) und 1873 liess er die Schuhfabrik Strub, Glutz & Cie. in Olten errichten, deren Verwaltungspräsident er wurde. Das Unternehmen entwickelte sich im Laufe der Zeit zum grössten Arbeitgeber in Olten und beschäftigte 1900 in ihren Firmen in Olten, Hägendorf und Oberbuchsiten insgesamt 888 Mitarbeiter.

### Politisches und gesellschaftliches Wirken
Seit 1868 war Josef Anton Glutz ein führender konservativer Oppositionspolitiker des unteren Solothurner Kantonsteils. Er war von 1868 bis 1899 im Gemeinderat in Hägendorf vertreten und in dieser Zeit von 1876 bis zu seinem Tod dortiger Ammann. Nach seiner Wahl war er von 1884 bis 1887 und von 1896 bis 1899 im Kantonsrat vertreten und 1899 deren erster konservativer Präsident. 1887 wurde er zum Verfassungsrat und am 7. Dezember 1896 zum zweiten solothurnischen Vertreter der Konservativen in den Nationalrat gewählt und folgte damit dem zurückgetretenen Bernhard Hammer. Nach seinem Tod folgte ihm Franz Josef Hänggi in den Nationalrat.
Josef Anton Glutz stellte ab 1873 während des Kulturkampfes (siehe auch Kulturkampf in der Schweiz und Geschichte des Kantons Solothurn#Kulturkampf) für die katholischen Notkirchen in Olten, Trimbach und Schönenwerd unentgeltlich Pläne zum Bau zur Verfügung; in Olten war er auch Präsident der Baumkommission und Bauführer. Er  setzte sich dafür ein, dass Zahlungen des Kantonsrats an die Kapuziner nicht ausgesetzt werden sollten und er wurde in die Vorberatungskommission gewählt, die über die Aufhebung der geistlichen Stiftungen beraten sollte; so stimmte er unter anderem gegen die Aufhebung des Klosters Mariastein und der Stifte Solothurn (St. Ursenstift) sowie Schönenwerth (Stiftskirche Schönenwerd). Er unterstützte auch den katholischen Geistlichen Otto Widmer finanziell, sodass dieser in der Lage war, Kinderheime zu errichten.